# Puerta Santa

## Usos
Una puerta santa es un artefacto simbólico, no un objeto material. Como todas las puertas, separa dos espacios, uno interior y otro exterior. Permite acciones como 'entrar', 'salir', 'cruzar', 'abrir la puerta' o 'cerrar la puerta'. Pero como artefacto simbólico permite tener asociados significados más amplios, y las religiones, como estructuras productoras de sentido, pueden hacer diversos usos de él.
El profesor R. Vahamond ha identificado algunos rasgos comunes en los usos de una puerta santa:
- Delimitar un espacio sagrado y un espacio profano. El espacio sagrado toma la función de santuario en su doble significado de 'lugar seguro' y 'residencia de la divinidad'
- 'Cerrar la puerta santa', normalmente en una ceremonia específica tras un ciclo concreto, excluye la posibilidad abierta para comunicarse de forma efectiva con la divinidad o alcanzar sus dones
- 'Cruzar' constituye el mecanismo principal de actuación del artefacto. Debe notarse que hay dos variantes bien diferenciadas, dependiendo de si se entra al recinto sagrado o se sale de él, con efectos muy diferentes:
  - 'Entrar' está asociado a un sentido de aceptación, en una doble vertiente: aceptación por parte de la comunidad del recién llegado, y aceptación del viajero de la naturaleza especial del espacio sagrado como algo diferente. En la leyenda medieval de Don Gaiferos, el creyente ha prolongado milagrosamente su vida en el camino, y fallece tras acceder a la tumba del Apóstol y oír misa.
  - 'Salir' utilizando la puerta santa permite incorporarse de nuevo al mundo al fiel una vez renovado. Es frecuentemente la parte final del ritual completo, como sucede con la peregrinación a Santiago de Compostela. El creyente sale al sol naciente y puede emprender el regreso.
- 'Llamar' a la puerta significa haber accedido al umbral. Bajo la ley común inglesa medieval, quien tocase el llamador de una puerta santa conseguía el derecho de asilo.

### Catolicismo
En la religión católica, distintos papas han declarado Puerta Santa distintas puertas físicas. El fenómeno en este caso fue bastante tardío, bien entrada la Edad Media, y se ha relacionado con el fenómeno de las bulas. Cada una de las cuatro basílicas papales de Roma tiene una Puerta Santa (Porta Santa en italiano y Porta Sancta en latín). Las puertas están normalmente selladas desde el interior de modo que no se pueden abrir. Se abren durante los años del Jubileo, cuando los peregrinos entran por las puertas para ganar la indulgencia plenaria relacionada con el Jubileo.
En Roma, las cuatro basílicas mayores están dotadas de una puerta santa son:
- Basílica de San Pedro en el Vaticano: la puerta es obra del escultor Vico Consorti, realizada en la Fundición Artística Ferdinando Marinelli en Florencia.
- Basílica de San Pablo Extramuros: creada por el escultor Antonio Maraini.
- Basílica de San Juan de Letrán: obra del escultor Floriano Bodini.
- Basílica de Santa María la Mayor: diseñada por el escultor boloñés Luigi Enzo Mattei.

Además de las basílicas romanas, varias otras iglesias, tradicionalmente destinos de peregrinación, tienen puertas santas concedidas por el Papa. A continuación se enumeran algunas de las puertas santas reconocidas oficialmente de manera perpetua por la Santa Sede:
- Basílica de Santa María de Collemaggio, L'Aquila: Italia, esta puerta santa, la más antigua fuera de Roma, está asociada con la Perdonanza Celestiniana. Fue instituida en el siglo XIV por voluntad del Papa Celestino V.
- Catedral de Atri, Italia: documentada desde 1295, esta puerta santa se abre anualmente del 14 al 22 de agosto. No está claro si el privilegio fue concedido por el Papa Celestino V o por el Papa Bonifacio VIII.
- Catedral de Santiago de Compostela, España: concedida por el Papa Alejandro III el 25 de julio de 1178 con la bula papal Regis Æterni, en ocasión de la fiesta de Santiago, patrón de España.
- Santuario de San Juan Vianney, Ars-sur-Formans, Francia: el privilegio fue concedido por el Papa Benedicto XVI en julio de 2007, en ocasión del 150º aniversario de la muerte de San Juan Vianney.
- Catedral de Guardialfiera, Molise, Italia: la puerta se abre anualmente el 1 y 2 de junio. El privilegio fue aprobado por el Papa Benedicto XVI el 13 de diciembre de 2007.
- Capilla de la Universidad Pontificia de Santo Tomás, Manila, Filipinas: el Papa Benedicto XVI autorizó esta puerta santa el 21 de diciembre de 2010, para conmemorar el 400 aniversario de esa universidad en 2011.
- Catedral de Notre-Dame de Quebec, Ciudad de Quebec, Canadá: el Papa Francisco concedió la apertura de una puerta santa el 8 de diciembre de 2013, con motivo del 350º aniversario de la fundación de la primera parroquia católica de América del Norte al norte de México.[1]

Jubileo extraordinario de la misericordia
Con ocasión del Jubileo extraordinario de la misericordia (2015-2016), el Papa Francisco concedió la apertura de puertas santas en todas las catedrales del mundo, dejando en manos de los obispos locales la posibilidad de designar otras en lugares significativos.
Lista de las Puertas Santas mundo:
|                        |
| Basílica de San Pedro. |

|                                      |
| Archibasílica de San Juan de Letrán. |

|                                   |
| Basílica de San Pablo Extramuros. |

|                                   |
| Basílica de Santa María la Mayor. |

|                                     |
| Catedral de Santiago de Compostela. |

|                                         |
| Monasterio de Santo Toribio de Liébana. |

|                  |
| Basílica de Ars. |

|                       |
| Notre-Dame de Quebec. |

## La Puerta del Cielo

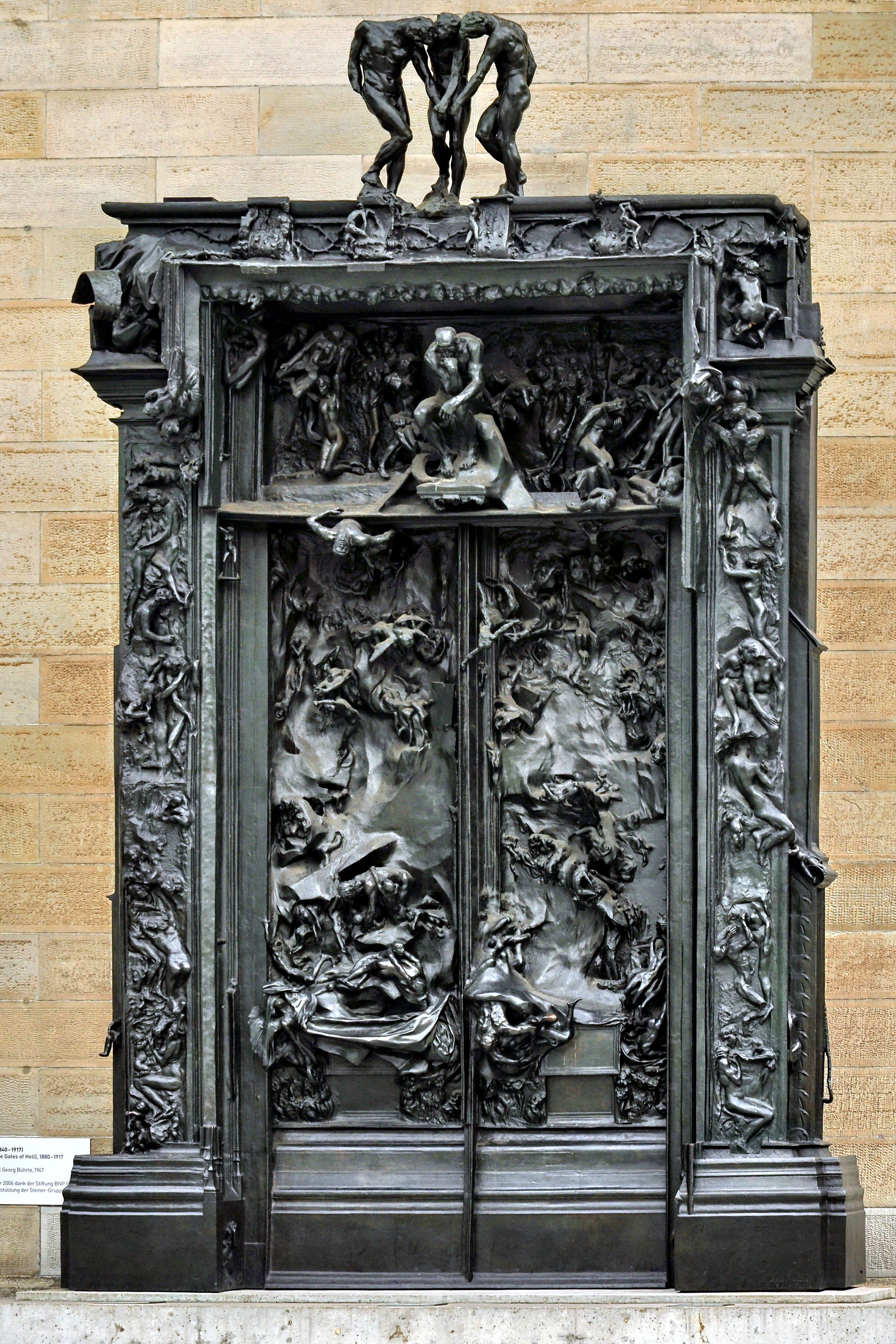
La puerta del infierno de Auguste Rodin.

El opuesto a la Puerta Santa es la Puerta del Infierno. Aquí los elementos se encuentran al revés:
- Se cruza para entrar y no, como la Puerta Santa, para salir.
- Se puede cruzar una sola vez
- Supone la condenación eterna

En la Divina Comedia, Dante afirma que sobre la puerta reza esta advertencia: "Lasciate ogne speranza, voi ch'intrate." ("Oh vosotros los que entráis, abandonad toda esperanza").
Virgilio, en la Eneida (Canto VI), señala de forma sorprendente que hay dos puertas de salida del Infierno: la puerta de Cuerno y la de Marfil, por la que hace salir a Eneas.
El escultor Rodin realizó en bronce una sobrecogedora obra de arte sobre el tema: La puerta del Infierno.

## Asociaciones simbólicas

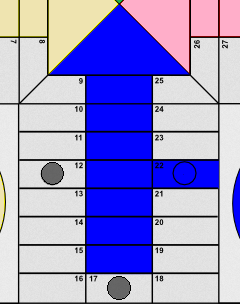
Torre refugio del parchís y su entrada 'seguro'

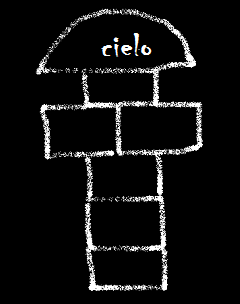
rayuela

La idea de santuario como lugar seguro es un arquetipo extendido: basta recordar las casillas 'seguro' del parchís, conocido juego de tablero con distintas variantes en el espacio indoeuropeo. En este juego, para acceder al primer 'seguro' es necesario 'sacar un 5' tirando los dados las veces que sean necesarias, un claro paralelo con el esfuerzo -diferente para cada peregrino- de llegar al umbral. La entrada a la zona más segura del parchís, el refugio, es también una casilla 'seguro'. Y hay normas estrictas: debe llegarse con la puntuación 'justa' a esa casilla. Una vez dentro de la 'torre' refugio, la forma de contar los puntos es distinta: se trata de un ámbito diferente.
Tradicionalmente se han querido ver vínculos en las peregrinaciones al juego de la oca. En éste, en cambio, ciertas casillas actúan más bien como puertas de teletransporte: dados-a-dados, puente-a-puente... pero como señala Naveiro y amplía Vahamond, ambos 'lados' son de la misma naturaleza y no cabe atribuirles sino un sentido meramente mágico.
Se ha relacionado el juego infantil de la rayuela con la representación de un templo y específicamente la zona semicircular con el sancta sanctorum en su función de refugio y meta de un camino.

## Las nueve iglesias con Puertas Santas de la Iglesia Católica
- Estas son: 
  - Basílica de San Pedro en el Vaticano, Roma
  - Basílica de San Juan de Letrán, Roma
  - Basílica de Santa María la Mayor, Roma
  - Basílica de San Pablo Extramuros, Roma
  - Catedral de Santiago de Compostela, España - Puerta Santa (Santiago de Compostela)
  - Basílica de Santa María de Collemaggio, L'Aquila, Italia
  - Catedral de Atri, Italia
  - Catedral de Guardialfiera, Italia
  - Basílica-Catedral de Notre Dame de Québec, Canadá